# Royal Thai Navy Football Club
Maillots
Le Royal Thai Navy Football Club (en thaï : สโมสรฟุตบอลราชนาวี), plus couramment abrégé en Royal Thai Navy, est un club thaïlandais de football fondé en 1956 et basé à Bangkok, la capitale du pays.
Le club est également appelé Rajnavi.

## Palmarès
| \| - Championnat de Thaïlande D2 : - Vice-champion : 2006. - Coupe de la Reine (1) : - Vainqueur : 2006. \| \| - Coupe de la Ligue thaïlandaise (1) : - Vainqueur : 1990. \| |  |                                                            |
| - Championnat de Thaïlande D2 : - Vice-champion : 2006. - Coupe de la Reine (1) : - Vainqueur : 2006.                                                                        |  | - Coupe de la Ligue thaïlandaise (1) : - Vainqueur : 1990. |

## Personnalités du club

### Présidents du club
- Rangsarit Sattayanukul

### Entraîneurs du club
- Chalermwoot Sa-ngapol